# Samotka
Samotka (Hylaeus) – rodzaj pszczół samotnych z rodziny lepiarkowatych (Colletidae).

## Budowa
Samotki są pszczołami bardzo słabo owłosionymi. Brak owłosienia służącego do przenoszenia pyłku (szczoteczek) u samic. Ubarwienie kutikuli jest przeważająco czarne z różnym udziałem koloru żółtego lub białego, u niektórych gatunków występuje również kolor czerwony. U wielu gatunków występuje żółte lub białe ubarwienie z przodu głowy, które jest cechą gatunkową (choć występuje również zmienność wewnątrzgatunkowa). U samców jasna „maska” jest bardziej rozwinięta niż u samic (u większości polskich gatunków obejmuje u nich również nadustek).

## Biologia
Część gatunków gniazduje w samodzielnie wykopanych ziemnych norkach, inne wybierają miejsca takie jak puste wnętrza pędów roślin, niektóre gatunki gniazdują wewnątrz galasów. Gniazdo jest od wewnątrz pokrywane przez samicę wydzieliną nakładaną przy pomocy języczka, która zastyga w przezroczystą celofanową powłokę (wydzielina ta jest synapomorfią rodziny lepiarkowatych). Tworzone są z niej przegrody pomiędzy komórkami gniazdowymi, a także przegroda osłaniająca wejście, którą samica pokonuje, wchodząc i wychodząc z gniazda.
Typowy dla samotek jest samotniczy tryb życia. Do wyjątków może należeć Hylaeus tricolor występujący w Ameryce Południowej.
Większość gatunków samotek nie ma żadnych zewnętrznych struktur do przenoszenia pokarmu do gniazda. Zarówno nektar, jak i pyłek, jest połykany przez samicę i transportowany w wolu. Do wyjątków należy Hylaeus cornutus, u którego samice przenoszą pyłek w zagłębieniu specjalnie ukształtowanego nadustka.

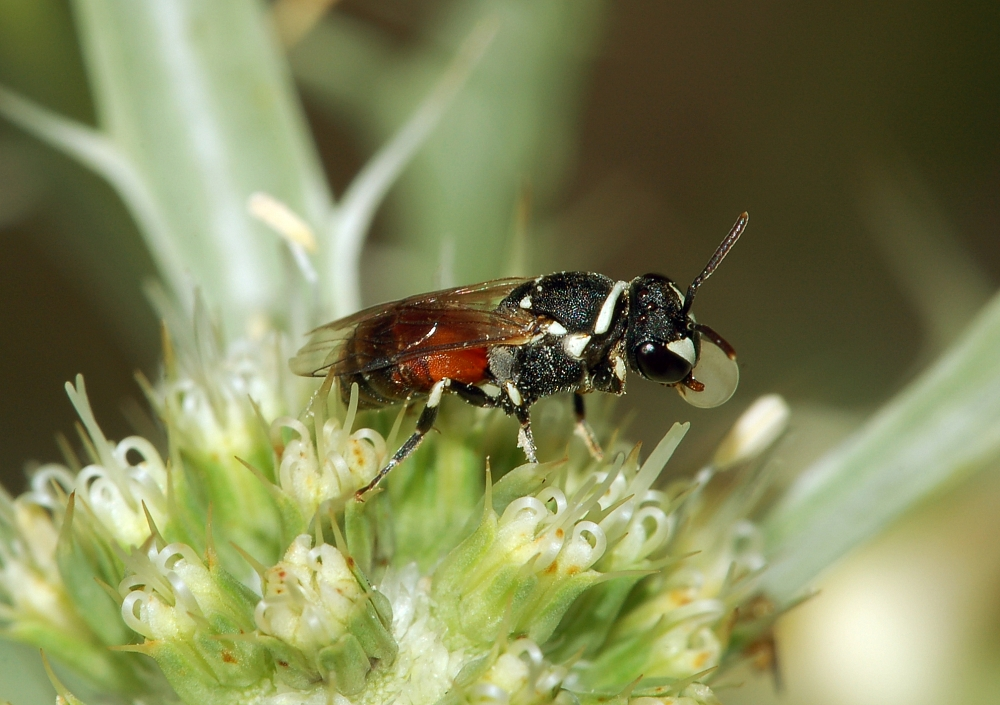
Jeden z gatunków samotek o czerwonym odwłoku w czasie zagęszczania nektaru